# Serramanna

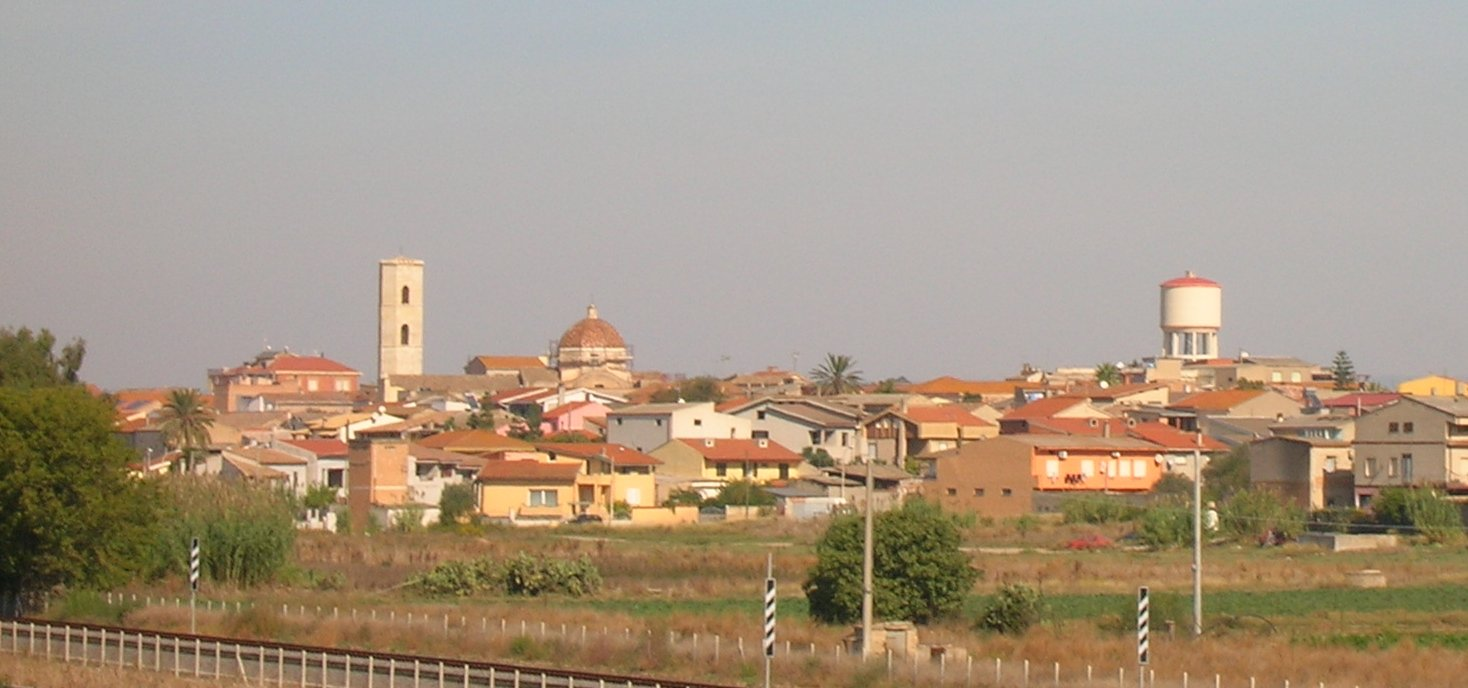
Panorama von Serramanna

Serramanna ist eine italienische Gemeinde (comune) mit 8504 Einwohnern (Stand 31. Dezember 2023) in der Provinz Medio Campidano auf Sardinien. Die Gemeinde liegt etwa 17 Kilometer südlich von Sanluri und etwa 20 Kilometer ostsüdöstlich von Villacidro. Von Cagliari ist es 33 Kilometer in nordwestlicher Richtung entfernt. Zahlreiche Flüsse, u. a. der Mannu, fließen durch das Gemeindegebiet, das inmitten der Tiefebene von Campidano liegt.

## Verkehr
Durch die Gemeinde führt die Strada Statale 196Dir. Der Bahnhof Serramanna-Nuraminis an der nichtelektrifizierten Bahnstrecke Cagliari–Golfo Aranci Marittima bedient Serramanna und Nuraminis.

## Persönlichkeiten
- Giuseppe Luigi Spiga (* 1972), römisch-katholischer Geistlicher, Bischof von Grajaú in Brasilien